# Santa Catalina klooster

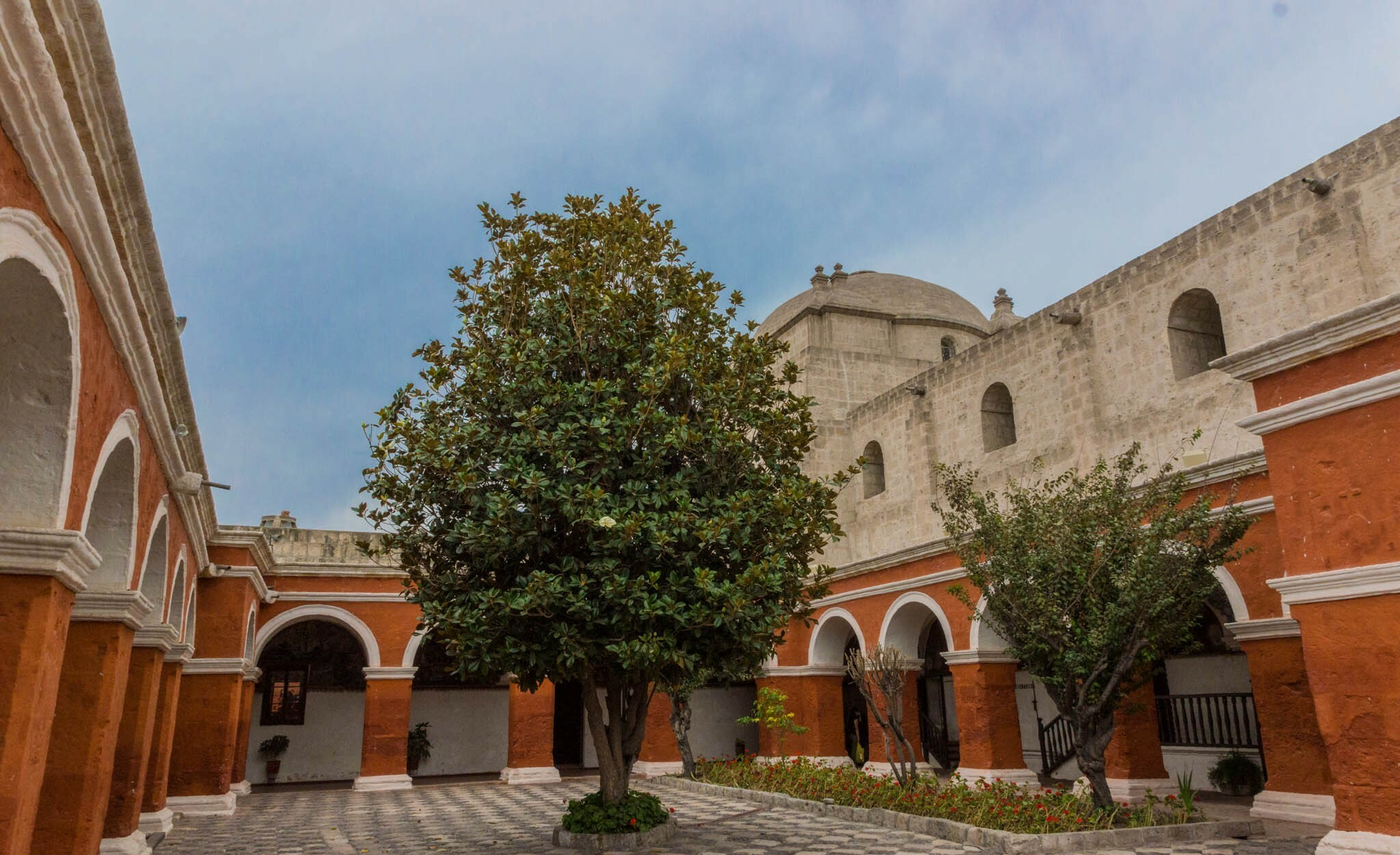
binnenplaats met zuilengallerij in het klooster

Het Santa Catalina klooster (Spaans: Monasterio de Santa Catalina de Siena) is een Dominicanerklooster in de Peruaanse stad Arequipa. Het werd gesticht op 2 oktober 1580 met de bedoeling de dochters van de voornaamste families van de stad te beschermen. Dit ommuurde complex wordt ook wel de citadel of de stad binnen de stad genoemd omdat het twee hectare beslaat en straten, pleinen, fonteinen, kapellen, en zelfs huizen omvat. De gebouwen zijn opgetrokken uit wit vulkanisch sillargesteente en rood en blauw geschilderd. Van 1618 tot 1668 leefde Anna der Engelen Monteguado die in 1985 door Paus Johannes Paulus II, tijdens een bezoek aan het klooster, heilig werd verklaard.
In 1600 werd het klooster, net als de rest van de stad, min of meer weggevaagd door een vulkaanuitbarsting. Hierna volgde de herbouw. Het klooster was compleet afgesloten voor de buitenwereld, maar vanaf 1970 is het grotendeels toegankelijk en daardoor een geliefde toeristische attractie. Slechts een klein deel is nog in gebruik door nonnen.